# Васил Бележков
Васил Бележков е български композитор и китарист, роден на 13 март 1984 г. в град Пловдив. Най-популярен като член на рок група „Епизод“, той пише със същия успех и творби за симфоничен оркестър, класическа китара, камерни ансамбли, народни инструменти и други състави.

## Биография

### Пловдив (1984 – 2002)
Роден и израснал в семейство ценители на музиката, Васил Бележков от малък харесва българската народна музика, симфоничната музика и рокмузиката. От есента на 1994 г. тръгва на уроци по класическа китара в кварталното читалище. По същото време неговият по-млад брат Кирил Бележков започва да изучава кавал, като двамата братя правят избора си да станат музиканти независимо един от друг. През 1997 г. е приет в НУМТИ (тогава СМУ) „Добрин Петков“ – гр. Пловдив.
От 1999 г., още докато е ученик, посещава уроци по композиция при проф. Димитър Тъпков, който тогава е преподавател по тази специалност в АМТИИ – гр. Пловдив. По това време (1999 – 2001) създава и някои от първите си пиеси за класическа китара, с една от които е поканен да участва в продукция по композиция на студентите на своя професор.

### София (2002-)
През 2002 г. Васил Бележков е приет в Теоретико-композиторски и диригентски факултет на НМА „Проф. Панчо Владигеров“ – гр. София, където изучава композиция в класа на проф. Йовчо Крушев. Сред преподавателите му по музикално-теоретични дисциплини личат имената на известни български композитори, сред които проф. Божидар Абрашев (инструментознание), проф. Александър Текелиев (симфонична оркестрация), проф. Михаил Пеков и проф. Георги Костов (хармония), проф. Нева Кръстева (полифония) и други.
През 2007 г. Бележков продължава обучението си в отдел „Поп и джаз музика“ на НМА „Проф. Панчо Владигеров“ в класа по китара на Цветан Недялков (китарист на Ку-Ку бенд). Година и половина по-късно именно преподавателят препоръчва своя студент за овакантеното в група „Епизод“ място.
По-късно през същата година, на 20 ноември 2009 г. Бележков се дипломира като магистър по композиция с първия български Концерт за класическа и електрическа китара и симфоничен оркестър.
През юни 2011 г. се дипломира като бакалавър по китара в отдел „Поп и джаз музика“. На годишния и държавния изпити представя общо 4 авторски пиеси, като една от тях – „Ръченица“ – е изпълнена в Шоуто на Слави по случай 24 май само месец по-рано.

## Творчество

### Симфонична музика

#### Концерт за класическа и електрическа китара и симфоничен оркестър
Тази творба е дипломната работа по композиция на Бележков, с която той се дипломира като магистър по композиция. Това е първият български инструментален концерт, в който един солист свири и на класическа, и на електрическа китара. Написан е в типичната за този жанр тричастна структура: I. Allegro; II. Adagio; III. Presto. Първа част е в сонатна форма и е изцяло с електрическа китара; тя започва с кратко встъпление, а преди репризата има каденца. Втора част е изцяло с класическа китара, а в трета част започва с поредица неравноделни размери и в нея се редуват и двата вида китари.
Премиерното изпълнение е на 20 ноември 2009 г. от Академичен симфоничен оркестър при НМА „П. Владигеров“ с диригент Любомир Денев – младши и солист Васил Бележков.

#### Сюита„Златопръстият“за кавал и симфоничен оркестър
Сюитата е написана в памет на големия български кавалджия Стоян Величков, чиито почитатели са Васил и неговият брат – кавалджията Кирил Бележков. Заглавието ѝ е от прозвището на Величков – „Златопръстият от Странджа“. Замислена като идея само дни след смъртта му през юни 2008 г., тя е окончателно довършена през юли 2011 г. по повод участието на Васил Бележков в 11-ото издание на Международен конкурс за композиране на симфонично произведение в 7/8 (организиран от фондацията „Св. Георги Победоносец“ на д-р Г. Лазаров), където темата е произведение за народен инструмент и симфоничен оркестър. Сюитата е от 6 части:
1. „Спомени“
2. „... прочуло се е...“
3. „Горска картина“
4. „Люлчена песен“
5. „Пасторал“
6. „Финал“.

Премиерното изпълнение е на финала на същия конкурс на 17 октомври 2011 г. от Нов симфоничен оркестър с диригент Борислав Йоцов и солист Кирил Бележков. Творбата печели втора награда.

#### „Боса копа“засаксофоненквартети симфоничен оркестър[6]
Година по-късно Бележков отново печели втора награда, този път от 12-ото издание на Международен конкурс за композиране на симфонично произведение в 7/8, на което темата е „Джаз в 7/8“. Заглавието на пиесата е своеобразна игра на думи и е резултат от ритмичното съчетание на боса нова и копаница. Това е първото българско симфонично произведение за саксофонен квартет.
Премиерното изпълнение е на финала на конкурса на 8 октомври 2012 г. от Нов симфоничен оркестър с диригент Любомир Денев – младши и солисти Сакс квартет „Гори“ в състав: Явор Гайдов (сопран саксофон), Горан Ташев (алт саксофон; основател на първия български саксофонен квартет), Димитър Бакърджиев (тенор саксофон) и Атанас Хаджиев (баритон саксофон).

#### „Китчице, буйна лобода“– симфонични вариации[7]
С тази творба Бележков се класира на финала на 14-и Международен конкурс за композиране на симфонично произведение в 7/8, чиято тема е вариации върху българска народна песен и отново печели втора награда. Премиерата е на 2 ноември 2014 г. в зала „България“ в изпълнение на Софийска филхармония с главен диригент Мартин Пантелеев. Структурата на творбата е въведение, тема, 7 вариации и кода, като всяка от 7-те вариации има за подзаглавие пореден стих от словесния текст на народната песен.

#### Сюита„Родни пътеки“за кавал и симфоничен оркестър
Сюитата е посветена на Кирил Бележков, който същата година защитава успешно своята докторска степен по музикология. В продължение на няколко години братът на композитора изследва инструменталисти от различни фолклорни области и характерните за тях похвати на свирене на кавал, както и обичаи, свързани с инструмента (като погребалните обреди в добруджанско) – именно това е в основата на 7-те части на сюитата:
1. „Бавна мелодия“
2. „Сворнато хоро“
3. „Чифт кавали“
4. „Йовино хоро“
5. „Влашки танц“
6. „Погребална песен“
7. „Ръченица“

Творбата се класира за финала на 18-и Международен конкурс за композиране на симфонично произведение в 7/8 и е изпълнена на 1 октомври 2018 г. от Софийската филхармония с диригент Константин Илиевски и солист Кирил Бележков. В трета част „Чифт кавали“ партията на втори кавал е изпълнена от Васил Бележков.

#### „Три симфонични ръченици“
С тази композиция Васил Бележков се класира за финала на 19-и Международен конкурс за композиране на симфонично произведение в 7/8 и печели Награда на публиката и Награда на изпълнителите. Премиерата е на 1 октомври 2019 г. в изпълнение на Софийската филхармония с диригент Григор Паликаров.

### Музика за класическа китара
През 2008 г. излиза сборникът „Пиеси за китара“ на композиторите Васил Бележков и Владимир Влаев, чийто съставител е Стела Митева-Динкова.
През 2011 г. Васил Бележков пише „Три планински картини“, където използва елементи от музиката на родопската фолклорна област и пренастройване на 4 от струните. Частите са:
1. „Шепнещата лира“;
2. „Горският цар“;
3. „Широта“

и всяка от тях е вдъхновена от някой легендарен родопчанин (съответно Орфей, Капитан Петко войвода и Дафо Трендафилов).
През 2021 г. Васил Бележков издава сборника „Горски приказки“ - пиеси за класическа китара в неравноделни размери.

### Музика за народни инструменти
Васил Бележков е лауреат или финалист на няколко от изданията на конкурса по композиция „Нова българска народна музика в 7/8“ - гр. Чепеларе. Там участва с пиесите „Пирински танц“ за соло тамбура (втора награда – 2011 г.), „Смесено хоро“ за тамбура и народен оркестър (2013 г.), „Трите пъти“ за камерна група (2015 г.) и „Изтърси калци“ за тамбура и народен оркестър (2018 г.).

### Албуми с рок група „Епизод“
Васил Бележков участва в албумите „Народът на Дуло“ (2010), „Моята молитва“ (2012), „Аз съм българче“ (2017) и „Великите владетели“ (2019).

## Отличия и награди
- 2001 г. (юни) – трета награда на 8-и международен фестивал и конкурс за класическа китара – гр. Пловдив
- 2004 г. (декември) – трета награда на 2-ри Академичен студентски конкурс по композиция – гр. София
- 2006 г. (април) – специална награда на 10-и международен фестивал и конкурс за класическа китара „Акад. Марин Големинов“ – гр. Кюстендил
- 2011 г. (септември) – трета награда на 2-ри конкурс за създаване на нови творби за духов оркестър „Дико Илиев“ – гр. Монтана[22][23][24][25]
- 2011 г. (октомври) – трета награда на 3-ти Академичен студентски конкурс по композиция – гр. София[26]
- 2011 г. (октомври) – втора награда на 11-и международен конкурс за композиране на симфонично произведение в 7/8 – гр. София[27][28][29][30][31]
- 2011 г. (октомври) – втора награда на 3-ти национален конкурс за нова българска музика в 7/8 – гр. Чепеларе
- 2012 г. (април) – награда за „Активна творческа дейност“ в анкетата „Музикант на годината 2011“ на радиопредаването „Алегро Виваче“ по БНР[32][33][34].
- 2012 г. (октомври) – втора награда на 12-и международен конкурс за композиране на симфонично произведение в 7/8 – гр. София[35][36][37]
- 2013 г. (септември) – втора награда на 3-ти конкурс за създаване на нови творби за духов оркестър „Дико Илиев“ – гр. Монтана[38][39]
- 2014 г. (ноември) – втора награда на 14-и международен конкурс за композиране на симфонично произведение в 7/8 – гр. София
- 2015 г. (септември) – първа награда на 4-ти конкурс за създаване на нови творби за духов оркестър „Дико Илиев“ – гр. Монтана[40]
- 2019 г. (октомври) – Награда на публиката на 19-и международен конкурс за композиране на симфонично произведение в 7/8 – гр. София[41][42]